# Lutz Moik

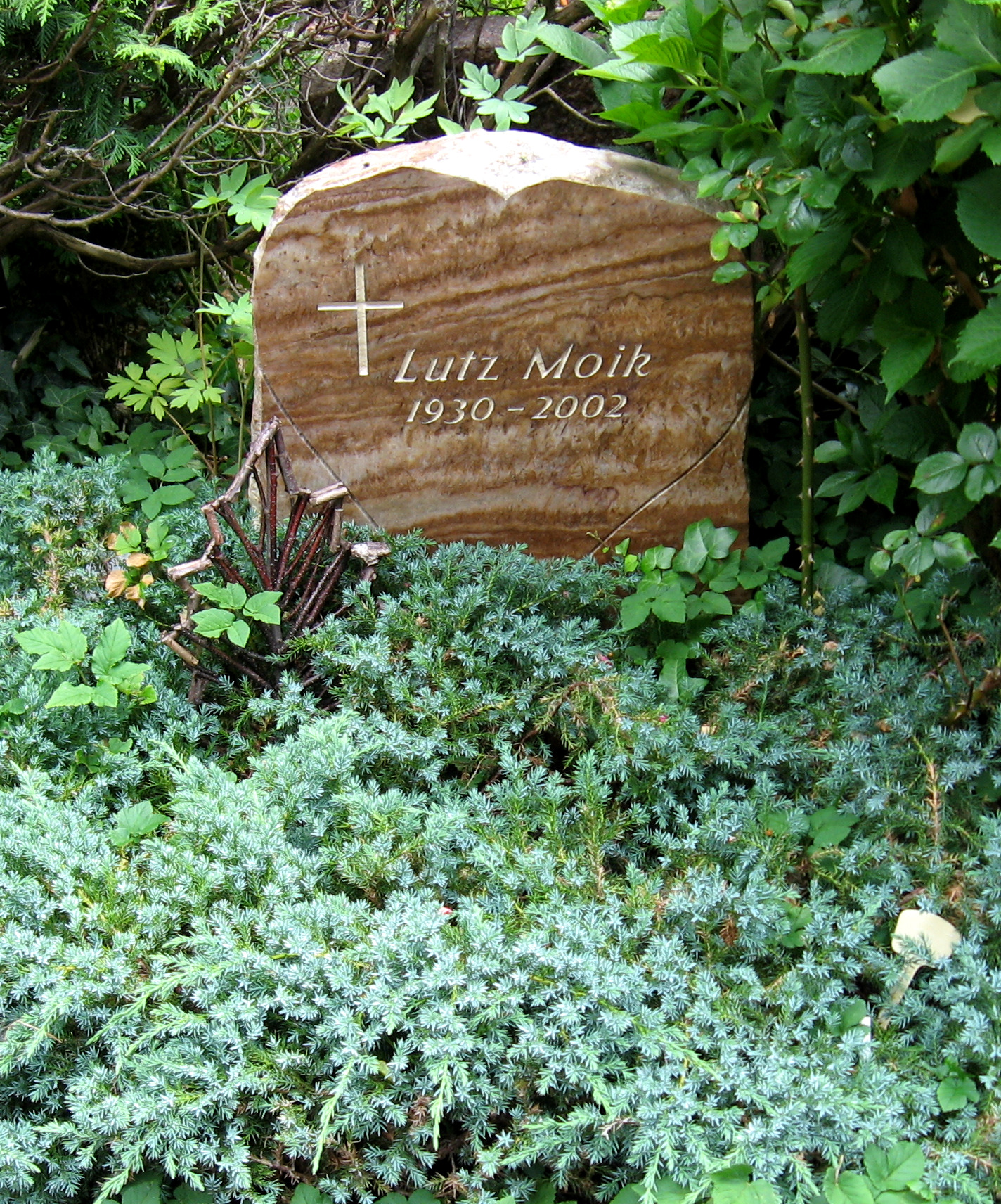
Tumba de Moik en el Cementerio Städtischer Friedhof III de Berlín

Lutz Moik (10 de noviembre de 1930 - 4 de julio de 2002) fue un actor cinematográfico, televisivo y de voz de nacionalidad alemana. Obtuvo un gran protagonismo en el año 1950 gracias a su trabajo en la película de Paul Verhoeven Das kalte Herz.

## Biografía
Su nombre completo era Lutz-Jürgen Moik, y nació en Berlín, Alemania, siendo sus padres un ama de casa y un químico. Con sus dos hermanos, hubo de superar la muerte temprana de su padre. Incapaz de sacar adelante la madre a la familia, esta se separó, ingresando el artista en un orfanato militar en Potsdam, donde pasó parte de su infancia. En 1942 fue descubierto como actor infantil por el director Robert A. Stemmle, que le dio un pequeño papel en el film Meine Herren Söhne, junto a Werner Hinz. Posteriormente trabajó en la cinta de Hans Robert Bortfeld Frühlingsmelodie, y en la de Erich Waschneck Eine reizende Familie.
Finalizada la Segunda Guerra Mundial, Moik, entonces con quince  años de edad, trabajó como locutor de radio en diferentes emisoras, al tiempo que estudiaba historia del arte con el fin de trabajar como escenógrafo. Tomó clases privadas de actuación con Leonore Ehn, y en 1947 hizo uno de los papeles principales del drama de Hans Müller Und finden dereinst wir uns wieder. Después de rodar de nuevo con ese director la producción de la Deutsche Film AG 1 - 2 - 3 Corona, Moik interrumpió sus estudios y se centró en su carrera de actor. Participó en diferentes producciones de la Deutsche Film AG,  actuando a partir de 1951 también en la República Federal.
A los 19 años de edad, y bajo la dirección de Paul Verhoeven, protagonizó el cuento de hadas Das kalte Herz, primera película alemana de la posguerra en color, muy elogiada tanto a nivel nacional como internacional. A principios de los años 1950 llevó a cabo una amplia carrera teatral, cinematográfica y televisiva, tanto en la parte oriental como en la occidental de Berlín, pero finalmente decidió mudarse a la República Federal. Algunas de sus películas más conocidas de la época fueron Der eiserne Gustav (1958, con Heinz Rühmann) y Fabrik der Offiziere (1960).
En la exitosa serie familiar de televisión Till, der Junge von nebenan (1967/1968), interpretó a Peter Hauser, padre de Till Hauser. También trabajó junto a Grethe Weiser en la obra teatral Keine Leiche ohne Lilly (1967). 
En 1981 y 1983 encarnó al comisario Bergmann en dos episodios de la serie televisiva Tatort, pero posteriormente enfermó de esclerosis múltiple y hubo de limitar cada vez más su actividad artística. 
Como actor de voz, Moik dobló a actores como Mickey Rooney (Los puentes de Toko-Ri), George Peppard (Noche de titanes) o Earl Holliman (Los cuatro hijos de Katie Elder).
A pesar de utilizar silla de ruedas, Lutz Moik interpretó todavía pequeños papeles y participó en lecturas, a menudo acompañado por su esposa, la vienesa Anna Moik-Stötzer. El actor falleció el 4 de julio de 2002 en Berlín, Alemania, a los 71 años de edad. Fue enterrado en el Städtischer Friedhof III de Berlín. Moik era miembro honorario del Taller Cultural Europeo Berlín-Viena (EKW).

## Filmografía
- 1945 : Meine Herren Söhne
- 1947 : Und finden dereinst wir uns wieder
- 1948 : Danke, es geht mir gut
- 1948 : 1-2-3 Corona
- 1949 : … und wenn’s nur einer wär’ …
- 1950 : Fünf unter Verdacht
- 1950 : Bürgermeister Anna
- 1950 : Das kalte Herz
- 1951 : Die Schuld des Dr. Homma
- 1951 : Hanna Amon
- 1952 : Der fröhliche Weinberg
- 1953 : Christina
- 1956 : Meine 16 Söhne
- 1958 : Das verbotene Paradies
- 1958 : Der eiserne Gustav
- 1960 : Himmel, Amor und Zwirn
- 1960 : Fabrik der Offiziere
- 1967 : Keine Leiche ohne Lily (TV)
- 1967 : Das ausgefüllte Leben des Alexander Dubronski (TV)
- 1967–1968 : Till, der Junge von nebenan  (serie TV)
- 1971 : Drüben bei Lehmanns (serie TV)
- 1973 : Ein Herz und eine Seele (serie TV), episodio Hausverkauf
- 1978 : Kommissariat IX (serie TV)
- 1978 : Pastorale 1943
- 1978 : Ausgerissen! Was nun? (serie TV), episodio Der Dauergast
- 1979 : Timm Thaler  (serie TV)
- 1981 : Tatort (serie TV), episodio Schattenboxen
- 1983 : Tatort (serie TV), episodio Blütenträume
- 1984 : Berliner Weiße mit Schuß (serie TV)
- 1988 : Der Knick – Die Geschichte einer Wunderheilung (TV
- 1988 : Justitias kleine Fische (serie TV)
- 1989 : Großstadtrevier (serie TV), episodio Geiselnahme
- 1992–1993 : Gute Zeiten, schlechte Zeiten (serie TV)
- 1996 : Die Drei (serie TV), episodio Die Todesoperation